# Cap d'estat de la Unió Soviètica
La Constitució de la Unió Soviètica va establir l'òrgan de màxima autoritat de l'estat en la Unió de Repúbliques Socialistes Soviètiques (URSS): el cap d'estat. El president del Presidium del Soviet Suprem, i el càrrec anterior de president del Comitè Executiu Central (CEC) del Congrés dels Soviets, que es va reorganitzar el 1938, tenia poders principalment cerimonials. Llavors, mentre que el cap d'estat tenia molts poders de iure, en tenia molt pocs de facto.
La Unió Soviètica va establir-se el 1922. No obstant això, el 1924 es va aprovar la primera Constitució del país. Abans, la Constitució de 1918 de la República Socialista Federativa Soviètica de Rússia s'havia adoptat com la Constitució de facto de l'URSS. D'acord amb la Constitució de 1918, el Comitè Executiu Central de Totes Les Rússies (CEC), presidit pel cap d'estat, tenia el poder de determinar les qüestions d'ingressos i impostos del pressupost de l'estat i determinar el que aniria als soviets locals. El CEC també podia limitar els impostos. En els períodes entre convocatòries del Congrés dels Soviets, el CEC mantenia el poder suprem. En els períodes entre sessions del Congrés dels Soviets, el CEC fou responsable de tots els seus assumptes. El CEC i el Congrés dels Soviets van ser reemplaçats pel Presidium i el Soviet Suprem en diverses esmenes fetes a la Constitució de 1936, el 1938.
El Soviet Suprem era l'òrgan suprem del poder de l'estat i era l'únic òrgan que mantenia el poder legislatiu en la Unió Soviètica. Les sessions del Soviet Suprem es convocaven pel Presidium dues vegades l'any; no obstant això, podien convocar-se sessions especials a les ordres d'una República de la Unió. En el cas que hi hagués un desacord entre el Soviet de la Unió i el Soviet de les Nacionalitats, el Presidium podia formar una comissió de conciliació. Si aquesta comissió no anava bé, el Presidium podia dissoldre el Soviet Suprem i convocar noves eleccions. El president del Presidium del Soviet Suprem, juntament amb el primer i altres quinze vicepresidents van ser, segons la Constitució soviètica de 1977, triats pels diputats del Soviet Suprem. Igual que amb el CEC en el govern de Iósif Stalin, el president del Presidium va tenir molt poc poder de facto després de la mort de Stalin perquè el poder suprem va donar-se al líder del Partit Comunista de la Unió Soviètica (PCUS).
El 1990, va establir-se el càrrec de president de la Unió Soviètica que seria, d'acord amb la Constitució alterada, triat pel poble soviètic mitjançant el vot directe i secret. No obstant això, el primer president el van triar el Congrés dels Diputats del Poble. A causa de la dissolució de la Unió Soviètica les eleccions nacionals al càrrec de president mai es van dur a terme. Per a ser elegit per al càrrec la persona havia de ser ciutadà soviètic, major de trenta-cinc anys i menor de seixanta-cinc. La mateixa persona no exercir de president durant més de dues legislatures. La presidència va ser el càrrec més alt de l'estat i el més important en la Unió Soviètica per influència i reconeixement, eclipsant el primer ministre i secretari general del PCUS. Amb l'establiment de la presidència, el poder executiu fou compartit entre el president i el primer ministre. La Presidència va rebre amplis poders, tals com la responsabilitat de la negociació dels membres del Gabinet de Ministres amb el Soviet Suprem; no obstant això, el primer ministre va ser l'encarregat de gestionar la nomenklatura i els assumptes econòmics.

## Llista de caps d'Estat
Dels onze individus nomenats com a caps d'estat, tres van morir en el càrrec i per causes naturals (Leonid Brézhnev, Yuri Andrópov i Konstantín Chernenko), dues van ocupar el càrrec temporalment (Vasili Kuznetsov i Guennadi Yanáyev) i quatre van fer de líder del partit i cap d'estat alhora (Brézhnev, Andrópov, Chernenko i Mijaíl Gorbatxov). El primer cap d'estat va ser Mijaíl Kalinin, que va començar el 1922, després del Tractat de creació de l'URSS. Kalinin va exercir durant més de 20 anys i fou el que va estar més temps en el càrrec; va morir poc després de la dimitir, el 1946. Andrópov fou el que va passar menys temps en el càrrec.
| #  | Nom naixement–mort)                                                        | Retrat | Durada del mandat                                                          | Convocatòries                                                              |
| 1  |                                                                            | |                                                                            |                                                                            |
| 1  | President del Comitè Executiu Central del Congrés dels Soviets (1922-1938) | President del Comitè Executiu Central del Congrés dels Soviets (1922-1938)                                   | President del Comitè Executiu Central del Congrés dels Soviets (1922-1938) | President del Comitè Executiu Central del Congrés dels Soviets (1922-1938) |
| -- | -------------------------------------------------------------------------- | --- | -------------------------------------------------------------------------- | -------------------------------------------------------------------------- |
| 1  | Mijaíl Kalinin (1875–1946)                                                 | | 30 de desembre de 1922 – 12 de gener de 1938                               | 1a. –8a. convocatòria                                                      |
| 1  | President del Presidium del Soviet Suprem (1938-1989)                      | |                                                                            |                                                                            |
| 1  | Mijaíl Kalinin (1875–1946)                                                 | | 17 de gener de 1938 – 19 de març de 1946                                   | 1a. convocatòria                                                           |
| 2  | Nikolái Shvérnik (1888–1970)                                               | A picture taken by the Soviet Government of Nikolai Shvernik in grey                                         | 19 de març de 1946 – 6 de març de 1953                                     | 2a.–3a. convocatòria                                                       |
| 3  | Kliment Voroshílov (1881–1969)                                             | A photo taken in 1937 of Kliment Voroshilov                                                                  | 15 de març de 1953 – 7 de maig de 1960                                     | 3a.–5a. convocatòria                                                       |
| 4  | Leonid Brézhnev (1906–1982)                                                | An official portrait of Leonid Brezhnev dating back to 1977                                                  | 7 de maig de 1960 – 15 de juliol de 1964                                   | 5a.–6a. convocatòria                                                       |
| 5  | Anastás Mikoyán (1895–1975)                                                | The photo depicts Anastas Mikoyan as seen on his state visit to the German Democratic Republic in April 1954 | 15 de juliol de 1964 – 9 de desembre de 1965                               | 6a. convocatòria                                                           |
| 6  | Nikolái Podgorni (1903–1983)                                               | Nikolai Podgorny as depicted during his visit to the German Democratic Republic in 1963                      | 9 de desembre de 1965 – 16 de juny de 1977                                 | 6a.–9a. convocatòria                                                       |
| 4  | Leonid Brézhnev (1906–1982)                                                | An official portrait of Leonid Brezhnev dating back to 1977                                                  | 16 de juny de 1977 – 10 de novembre de 1982                                | 9a.–10a. convocatòria                                                      |
| —  | Vasili Kuznetsov (1901–1990)                                               | | 10 de novembre de 1982 – 16 de juny de 1983                                | 10a. convocatòria                                                          |
| 7  | Yuri Andrópov (1914–1984)                                                  | Yuri Andropov as seen in 1963 in the German Democratic Republic                                              | 16 de juny de 1983 – 9 de febrer de 1984                                   | 10a. convocatòria                                                          |
| —  | Vasili Kuznetsov (1901–1990)                                               | | 9 de febrer de 1984 – 11 d'abril de 1984                                   | 11a. convocatòria                                                          |
| 8  | Konstantín Chernenko (1911–1985)                                           | | 11 d'abril de 1984 – 10 de març de 1985                                    | 11a. convocatòria                                                          |
| —  | Vasili Kuznetsov (1901–1990)                                               | | 10 de març de 1985 – 27 de juliol de 1985                                  | 11a. convocatòria                                                          |
| 9  | Andrei Gromiko (1909–1989)                                                 | A photo of Andrei Gromyko taken during the Glassboro Summit Conference in 1967                               | 27 de juliol de 1985 – 1 d'octubre de 1988                                 | 11a. convocatòria                                                          |
| 10 | Mikhaïl Gorbatxov (nascut el 1931)                                         | Mikhail Gorbachev as depicted during his state visit to the United States in 1987                            | 1 d'octubre de 1988 – 25 de maig de 1989                                   | 11a.–12a. convocatòria                                                     |
| 10 | President del Soviet Suprem (1989-1990)[nota 3]                            | |                                                                            |                                                                            |
| 10 | Mikhaïl Gorbatxov (nascut el 1931)                                         | Mikhail Gorbachev as depicted during his state visit to the United States in 1987                            | 25 de maig de 1989 – 15 de març de 1990                                    | 12a. convocatòria                                                          |
| 10 | President (1990–1991)                                                      | |                                                                            |                                                                            |
| 10 | Mikhaïl Gorbatxov (nascut el 1931)                                         | Mikhail Gorbachev as depicted during his state visit to the United States in 1987                            | 15 de març de 1990 – 25 de desembre de 1991                                | 12a. convocatòria                                                          |

### Llista de vicecaps d'Estat
Va haver-hi cinc persones nomenades com a vicecap d'estat. El primer fou en Nikolái Shvérnik. Vasili Kuznetsov va ser qui va passar més temps en el càrrec, s'hi va estar vuit anys. Guennadi Yanáyev fou el que va estar menys temps en el càrrec.
| # | Nom (naixement–mort)                                                       | Durada                                                                     |                                                                            |
| 1 | Primer Vicepresident del Presidium del Soviet Suprem (1944-1946/1977-1989) | Primer Vicepresident del Presidium del Soviet Suprem (1944-1946/1977-1989) | Primer Vicepresident del Presidium del Soviet Suprem (1944-1946/1977-1989) |
| - | -------------------------------------------------------------------------- | -------------------------------------------------------------------------- | -------------------------------------------------------------------------- |
| 1 | Nikolái Shvérnik (1888–1970)                                               | 1 de febrer de 1944 – 19 de març de 1946                                   |                                                                            |
| 2 | Vasili Kuznetsov (1901–1990)                                               | 7 d'octubre de 1977 – 27 de juliol de 1985                                 |                                                                            |
| 3 | Piotr Démichev (1917–2010)                                                 | 18 de juny de 1986 – 1 d'octubre de 1988                                   |                                                                            |
| 4 | Anatoli Lukiánov (nat el 1930)                                             | 1 d'octubre de 1988 – 25 de maig de 1989                                   |                                                                            |
| 4 | Vicepresident del Soviet Suprem (1989-1990)                                |                                                                            |                                                                            |
| 4 | Anatoli Lukiánov (nat el 1930)                                             | 25 de maig de 1989 – 15 de març de 1990                                    |                                                                            |
| — | Vicepresident (1990–1991)                                                  | Vicepresident (1990–1991)                                                  |                                                                            |
| — | Vacant                                                                     | 15 de març de 1990 – 27 de desembre de 1990                                |                                                                            |
| 5 | Guennadi Yanáyev (1937–2010)                                               | 27 de desembre de 1990 – 21 d'agost de 1991[nota 4]                        |                                                                            |
| — | Càrrec abolit                                                              | 21 d'agost de 1991 – 26 de desembre de 1991[nota 5]                        |                                                                            |